# Рубанка (Ніжинський район)
Ру́банка — село в Україні,  у Дмитрівській селищній громаді Ніжинського району Чернігівської області. Населення — до 300 осіб.

## Географія
Розташована за 30 км від районного центру, 7 км — до зал. ст. Григорівка. До 2020  Рубанській сільській раді підлягали поселення Заболоття, Нове, Смолове, Терешиха.
Біля села знаходиться гідрологічний заказник місцевого значення Біловежівський.

## Населення

### Мова
Розподіл населення за рідною мовою за даними перепису 2001 року:
| Мова            | Кількість | Відсоток |
| --------------- | --------- | -------- |
| українська      | 696       | 98.58%   |
| російська       | 8         | 1.14%    |
| білоруська      | 1         | 0.14%    |
| інші/не вказали | 1         | 0.14%    |
| Усього          | 706       | 100%     |

## Історія
Заснована 1740 в межах Прилуцького полку Гетьманської України. За переказами, частину села будували з дубняка Шостопалового хутора, який тепер носить назву Шевченкове.
Короткий опис села в довіднику «Малоросія»:

| Десять верст на північний захід від станції [Дмитрівки] знаходиться село Рубанка з 2 ,5 - тисячним населенням. При цьому селі з 1849 року існує завод-гуральня Фролової з річним виробництвом спирту на 20 тисяч рублів. |
У 1905 році відбулось селянське заворушення, придушене окремою військовою групою царського уряду. У 1906 році стався страйк 500 працівників бурякових ферм підприємця Харитоненка. Вимоги: збільшення заробітної платні, покращення умов оренди землі.
З 1917 — у складі УНР. На поч. 1918 у селі з'явилися перші прихильники більшовиків, яких швидко нейтралізували місцеві люди. Так, терориста І. Матченка, який був агентом комуністичної влади, страчено за рішенням сходу села.
У 1927 році відбулась перша спроба організувати колгосп. Спочатку під виглядом комуни під назвою «Комінтерн». Селяни чинили опір грабункам комуністичної влади. Для упокорення села влада застосувала терор голодом, відомий у світі як геноцид українського народу 1932-33. Більшість убитих голодом — хронічно хворі, діти, старші люди. Селяни чинили збройний опір спробам комуністів знищити всі їстівні припаси. Жінки вдалися до повстання (Рубанське повстання 1933), в ході якого погромлено місцевий елеватор, де зберігалося награбоване у селян. В результаті власникам повернули тонни зерна, що відвернуло масову смерть людей від голоду.
Комуністична влада зруйнувала церкву святителя Миколая Міри Лікійської.
У часи німецько-радянської війни 1941—1945, було мобілізовано 570 мешканців Рубанки, з них  328 (близько 60 %) загинули. 
У 1957 та 1967 у селі встановлено памятники загиблим у Другу Світову війну.
У післявоєнній часи в селі розвивалося тваринництво.
Комуністи активно переслідували православних рубанців. Після численних конфліктів було закрито православну парафію, яка проводила богослужіння у звичайній хаті.

## Сучасний стан
Село переживає гостру демографічну кризу, властиву усьому бахмацькому краю. Але збережено загальноосвітню середню школу (51 учень, 15 вчителів), аптеку та лікарню із стаціонаром, яка функціонує і як інтернат для літніх та немічних людей. Головний лікар — Олег Петрович Калиняк (випускник Тернопільського мед. ун-ту), переслідувався владою Віктора Януковича, але провину не довели, так як справа була замовною.
У селі з 2008 релігійна громада УПЦ Київського патріархату, а з 2019 - ПЦУ (ієрей Володимир Павлина) — одна з чотирьох на Бахмацький район.

### Відомі уродженці
- Бржеський Вітольд Чеславович (1913—1984) — доктор медичних наук, професор.
- Олександр Рачинський (1867 — 1941) — чернігівський губернський предводитель дворянства, камергер, товариш міністра народної освіти в 1915-1917.

## Також
- Перелік населених пунктів, що постраждали від Голодомору 1932—1933 (Чернігівська область)